# Anacanthobythites platycephalus
Anacanthobythites platycephalus är en fiskart som beskrevs av Anderson 2008. Anacanthobythites platycephalus ingår i släktet Anacanthobythites och familjen Bythitidae. Inga underarter finns listade i Catalogue of Life.